# Мобарез (танк)
Мобарез (от перс. مبارز (воин)) —  иранская модификация британского танка FV4201 Chieftain, стоящая на вооружении с 2006 года. 

## Конструкция
Представляет собой Chieftain с изменениями в конструкции корпуса, новыми ремонтнопригодными топливными баками, дальномерами, системы гашения вибрации, улучшенным  дизельным двигателем на 850 л.с и инфракрасными системами. Также изменена коробка передач, добавлен электрогенератор. Модификация танков происходит на комплексе Шахид Колахдус.

## Операторы
- Иран